# Таусе
Таусе (также известен как дарха, доа) — плохо изученный папуасский язык Индонезии, на котором говорят около 350 человек (западно-озёрская равнина, юго-западнее от Данау Бира, область Дерапоси, северо-восточнее от Фаю, северо-западнее от Эдопи). Таусе только вступил в контакт с этим миром в 1982 году. Имеет диалекты таусе, веирате, деирате. Относится к языкам фаю и кирикири. Говорящих на индонезийском языке нет, а некоторые жители также используют язык фаю.